# عادل سرحان
عادل سرحان (22 أغسطس 1977-) مخرج لبناني

## حياته ومشواره المهني
ولد في الكويت ،التحق بجامعة جميع الروس لدراسة الإخراج ،بدأ في مجال الإعلانات ثم إنتقل لإخراج الأغاني المصورة والأفلام السينمائية
تزوج في سبتمبر 2011 من ميرنا عجمي.

## أعماله

### في الفيديو كليب
أخرج الكثير من الكليبات لعدة نجوم منهم عاصي الحلاني ديانا حداد سوزان تميمدينا حايك،رويدة عطية أنور الأمير، سارية السواس حسنا المغربية و غيرهم . أمّا التعاون الأبرز فكان مع الهولندية من أصل مغربي هند العروسي التي أخرج لها كليب كات آند ماوس كما أخرج لها كليب أغنية سينامون التي كتب كلماتها العربية فادي أسعد 

### في السينما
- فيلم بيترويت 2012 [5]
- فيلم خلة وردة 2013